# Chimie alimentaire

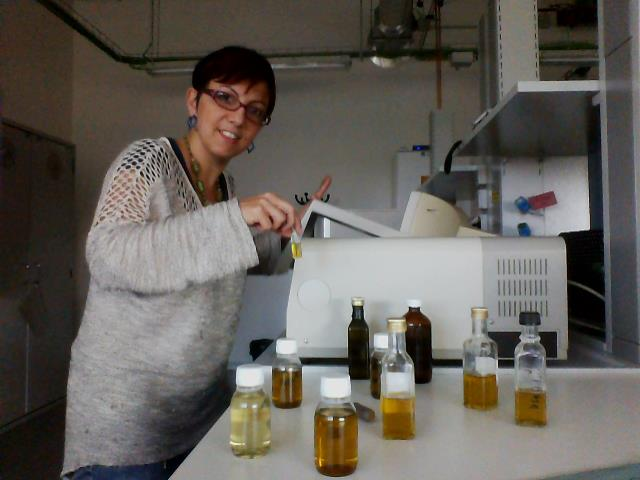
Valentina Domenici, chimiste italienne, analysant de l'huile d'olive

La chimie alimentaire est la branche de la chimie qui étudie la composition des aliments et leur évolution au cours de la fabrication, du stockage, de la préparation et de la digestion. Elle s'intéresse aux réactions chimiques impliquant les substances présentes dans les aliments. Les réactions améliorant la conservation et certaines propriétés (organoleptiques, nutritives, etc.) du produit sont recherchées. La chimie alimentaire est similaire à la biochimie, les principales substances alimentaires étant les glucides, les protides et les lipides.
L'analyse chimique est couramment utilisée en contrôle qualité, pour le contrôle et la surveillance de la contamination (chimique et biologique), et la détection de falsifications.
L'objectif est de protéger et satisfaire le consommateur.